# 혼합 경제
혼합 경제(混合經濟, 영어: mixed economy)는 전통 경제, 계획 경제, 시장 경제의 요소를 공통적으로 내포하고 있는 경제 체제로 대부분의 국가들이 현재 채택하고 있다. 자유방임의 시장 경제는 기업이나 개인이라는 민간 경제주체의 자유로운 경제활동 위에 성립되는 것으로서 가격의 파라미터 기능에 의하여 개별경제주체의 최선(最善)과 국민경제의 최선과의 조화를 기대하는 것이었다.
그러나 자본주의가 독점기에 들어서자 가격의 기능은 불완전해지고 소득분배의 불평등, 대량의 실업, 자원이용의 비효율 등 결함이 나타나게 되었는데, 이를 시장 실패라고 일컫는다. 특히 1929년의 대공황을 체험하고 나서는 종래의 체제에 대한 반성이 결정적인 것이 되어, 정부가 경제활동에 적극적으로 참여·개입하는 경향이 급속도로 증대되었다. 구체적으로 말하면 독점금지나 소득재분배 정책, 나아가서는 대규모 정부사업이나 공기업 등이 그것이다. 그러나 이와 같은 혼합 경제의 특성은 자본주의 경제 원리에 기반한 수정주의(수정자본주의 및 사회민주주의)에 있기에 원칙적으로 계획 경제와는 거리가 존재한다.

## 개요
경제의 체제를 역사적·공간적인 관찰에 의하여 추상(抽象)할 때에 가장 순수한 형태로서 유통경제와 중앙관리경제가 추출된다는 것을 알 수 있다. 유통경제에서는 소비자와 생산자가 각각의 시장을 통하여 교환을 행하고 자기의 경제계획을 실현한다. 거기에는 가격이 모든 경제 활동의 질서를 정비하는 역할을 수행한다. 소비자는 소비 선택에 있어서 소득 또는 가격을 가지고 최대의 만족을 얻을 수 있도록 그의 계획을 세울 수가 있을 것이고, 생산자는 이윤 극대행동에 입각하여 생산비가 최소로 되게 그의 생산계획을 진행시켜 나간다. 이에 반하여 순수한 형태로서의 중앙관리경제에서는 소비의 선택·교환, 노동의 이동은 완전하게 중앙관리하에 통제되어 있고 생산·분배·소비의 모든 경제 과정이 중앙의 지도에 따라서 실현된다. 
여기에서는 가격 메커니즘이 작용할 여지가 없고, 따라서 경제과정이 개별경제 주체가 만족할 만하게 진행하고 있느냐의 여부는 전적으로 중앙 관리의 지도 여하에 달려 있다. 그런데 순수한 형태로서의 유통경제 또는 중앙관리경제는 논리적으로 추출된 이른바 이상형이었고 현실에서는 어떠한 국가의 경제체제라 할지라도 이 두 순수한 형태로서는 존재하지 않는다. 대부분은 어느 편에 중점을 두면서 서로 융합한 혼합경제에서 경제생활을 영위하고 있다. 순수한 유통경제가 실현되기 위해서는 가격의 조정기능이 충분히 작용해야 하는 것이 전제가 된다. 나아가 소비자와 생산자가 그들의 만족이 극대가 되도록, 또 이윤도 극대가 되도록 합리적으로 활동하는 것을 가정하고 있다. 그러나 현실적인 경제에서는 이들의 조건은 반드시 구비되는 것은 아니다. 소비자는 데몬스트레이션 효과와 의존효과에 따라 소비를 행하고 생산자는 이윤극대 행동이 아니고, 오히려 일정한 이윤량 또는 이윤율을 목표로 생산계획을 수립하는 것이 보편적으로 되어 있다. 자유경쟁의 결과는 강한 자가 승리하여 남게 되고, 그리하여 근대의 과점적(寡占的) 경쟁을 초래하였다. 이들 일련의 현상은 소득분배의 불평등, 생산자원의 비효율적 사용, 실업 등 사회적으로 바람직하지 못한 사태를 자아냈다. 
유통경제를 기조로 하는 경제에 대한 정부의 간섭은 이와 같은 모순을 해결하기 위한 통제력을 강화하려고 하는 것이 아니다. 그것은 오히려 유통경제 본래의 기능이 충분히 발휘될 수 있도록 여러 가지 대책을 수립하는 것이다. 정부의 역할은 그러한 의미에서 간접적·보조적에 불과하지만, 모순이 증대됨에 따라서 또한, 경제의 안정과 진보를 원활하게 진척시키기 위해서도 국민경제에 있어서 정부의 관리적 역할이 그 비중을 더하여 가는 것은 사실이다. 한편, 중앙관리경제는 그것이 순수한 형태가 되기 위해서 중앙지도자가 경제 전체를 완전하게 예견할 수 있는 능력을 구비해 있지 않으면 안 된다. 그러나 경제 전체의 수요 공급이라 하여도 그것은 개개인이 세운 경제 계획의 집합으로 보아야 하기 때문에, 중앙관리가 잘 미치고 있다고 하더라도 모든 개인이 만족할 만하게 계획을 세운다는 것은 불가능하다. 
특히 유통경제에 있어서 조정기능으로서의 가격은 중앙관리경제의 최대의 난문제이다. 중앙관리경제가 4가지 형태를 취하여 역사상 나타난 것은 이미 오이켄이 지적한 바이지만, 그 각각의 형태는 곧 가격이 중앙지도자에 있어서 어느 정도로 필요한 것이었나를 말하여 주고 있다. 가격이란 수요와 공급, 환언하면 인간 욕망의 지표이기는 하지만 우리들에게는 또한 다른 사람보다도 더 좋은 생활을 하고 싶어 하는 경쟁본능이 있다. 경쟁에 의하여 각자의 능력이 최고도로 발휘될 때에 거기에는 더욱 능률적인 경제생활이 영위된다는 사실은 상상하고도 남는다. 또한 구소련의 스타하노프 운동도, 또 오늘날 문제시 되고 있는 이윤 계산도 이 경쟁원리에 입각해 있는 것에 지나지 않는다. 경제체제의 순수한 형태는 이와 같이 점차적으로 상실되어 가고 있으며 서로간에 다른 체제로 접근해 간다고 할 수 있다. 그래서 현대는 말 그대로 혼합경제의 시대라 할 수 있다.

## 같이 보기
- 협동조합주의
- 정치경제학
- 사회 신용
- 제3의 길
- 삼자주의